# Dinesh Mohan

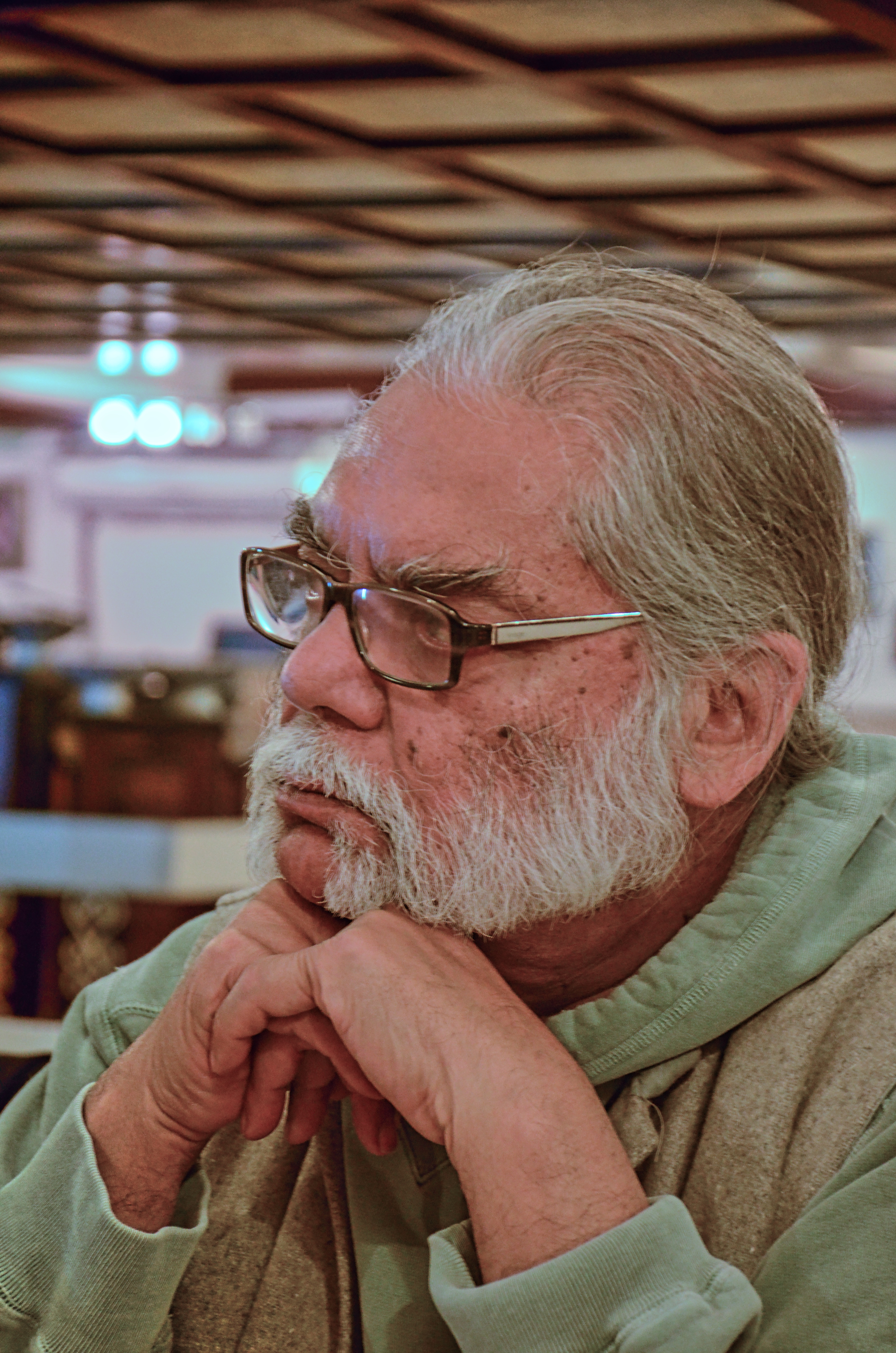
Dinesh Mohan

 Dinesh Mohan (* 1945 in Indien; † 21. Mai 2021 in Neu-Delhi) war ein indischer Bioingenieur und Hochschullehrer. Er war einer der weltweit führenden Experten für Fragen der Verkehrssicherheit.

## Leben und Werk
Mohan erwarb nach dem Besuch der in Doon School (Rajiv Gandhis Los) am Indian Institute of Technology Bombay  (IIT) einen Bachelor-Abschluss in Maschinenbau. Nach dem Master-Abschluss in Maschinenbau und Luft- und Raumfahrttechnik an der University of Delaware in den USA promovierte er in Bioingenieurwesen an der University of Michigan. Er begann seine Forschungskarriere am Institut für Biomechanik des Verkehrsforschungsinstituts der Universität von Michigan in Ann Arbor, wo er sich auf Biomechanik spezialisierte. Am Institute of Highway Safety in Washington, D.C. arbeitete er danach mit dem Institutspräsidenten William Haddon zusammen. Sie führten Untersuchungen unter anderem zu Verletzungen durch freie Stürze und Baseballschläger am Kopf. Dort leitete und veröffentlichte er die erste reale Bewertung der Airbag-Wirksamkeit bei Frontalunfällen von General Motors-Fahrzeugen. Seine Arbeit dort wirkte sich auch auf die Entwicklung der Vorschriften aus, nach denen Kinder auf dem Rücksitz gesichert werden müssen. 1979 ging er zurück nach Indien, um am Indian Institute of Technology in Delhi zu arbeiten. Dort war er von 1981 bis 1991 Vorsitzender des Lehrstuhls für Biomechanik und Rehabilitation. Von 1991 bis 2010 war er Leiter des Zentrum für Forschung und Ausbildung in Sicherheitstechnik am IIT Delhi. Von 1991 bis 1996 war er Leiter des Zentrums für Biomedizinische Technik und von 1998 bis 2010 koordinierte er das Programm für Verkehrsforschung und Verletzungsprävention. 2010 bis 2015 war er am Volvo-Lehrstuhl für Verkehrsplanung & Sicherheit am IITD. Anschließend war er bis 2018 Professor an der Shiv Nadar University und ab 2017 Honorarprofessor am Indian Institute of Technology Delhi.
Er war auch in der Menschenrechtsbewegung in Indien aktiv tätig. Als Mitautor berichtete er über kommunale Gewalt in vielen Städten Indiens, über Menschenrechtsverletzungen in Kaschmir, über die Zerstörung der Babri Masjid in Ayodhya, die Katastrophe von Bhopal und das Eisenbahnattentat von Godhra im indischen Bundesstaat Gujarat. Er war Gründungsmitglied des 1994 gegründeten Pakistan India Forum for Peace and Democracy. Mohan starb 2021 im Alter von 75 Jahren infolge einer COVID-19-Erkrankung.

## Ehrungen (Auswahl)
- 1991: Award of Merit for outstanding research in traffic safety, Association for Advancement of Automotive Medicine
- 1991: International Award and Medal for Outstanding Achievement in the Field of Traffic Medicine
- 1996: Haddon Memorial Award for best paper in safety research
- 1997: Velo-City Falco Lecture Prize (mit G. Tiwari)
- Distinguished Alumnus Award, Indian Institute of Technology, Bombay
- 2000: International Distinguished Career Award, American Public Health Association
- 2001: Bertil Aldman Award, International Research Council on Biomechanics of Impacts
- 2003: Annual Farm Safety Research Award (USA) for best paper (with A. Kumar, M. Varghese and R. Patel)
- 2008: Indo Canadian Shastri Institute India Studies Visiting Lecturer International Association for Accident & Traffic Medicine
- 2012: Distinguished Alumni Award, University of Delaware
- 2015: International Ambassador of the International Bone and Joint Decade 2000–2010

## Bücher
- D. Mohan, T. Tiwari: Sustainable Approaches to Urban Transport. CRC Press, 2019.
- G. Tiwari, D. Mohan: Transport Planning & Traffic Safety. CRC Press, Taylor & Francis Group, 2016.
- D. Mohan: Safety, Sustainability and Future Urban Transport. Eicher Goodearth, 2013.
- L. Berger, D. Mohan: Injury Control: A Global View. Oxford University Press, 1996.
- P. Barss, G. Smith, S. Baker, D. Mohan: Injury Prevention: An International Perspective. Oxford University Press, 1998.
- D. Mohan, T. Tiwari: Injury Prevention and Control. Taylor & Francis, 2000.
- D. Mohan, G. Tiwari, M. Khayesi, F. M. Nafukho: Road Traffic Injury Prevention Training Manual. World Health Organization, Geneva 2006.
- M. Peden, R. Scurfield, D. Sleet, D. Mohan, A. A. Hyder, E. Jarawan, C. Mathers: World Report on Road Traffic Injury Prevention. World Health Organization, Geneva 2004.
- D. Mohan, M. Varghese: Injuries in South-East Asia Region: Priorities for Policy and Action, SAERO. World New Delhi, 2003.